# Pio Fantoni
Pio Fantoni (Bologna, 4 aprile 1721 – Bologna, 26 gennaio 1804) è stato un ingegnere italiano.

## Biografia
Preso l'abito talare dopo aver studiato dai gesuiti, si laureò in matematica a Bologna nel 1746, sotto la guida di Vincenzo Riccati.
La Repubblica di Venezia lo incaricò di ispezionare la regimazione idraulica delle valli del Brenta, del Piave e del Bacchiglione. Il suo nome è tuttavia legato alle opere di bonifica attuate in Toscana dal granduca Pietro Leopoldo di Lorena: suoi numerosi studi idraulici sul padule di Bientina, sull'Ombrone, le paludi di Grosseto e il lago di Castiglione della Pescaia, sul canale dei Navicelli di Pisa e sulla Valdichiana. Fu rivale di Leonardo Ximenes.

## Opere

Della inalveazione de' fiumi del Bolognese (1766)

- Pio Fantoni, Della inalveazione de' fiumi del Bolognese, e della Romagna in risposta alla 4. memoria idrometrica del m.r.p. Leonardo Ximenes della Compagnia di Gesu' ed a molti passi esaminati dell'altre cinque memorie si aggiungono le necessarie piante co' profili delle principali livellazioni ed altri documenti non più impressi ricavati dall'ultima visita dell'eccellentissimo , e reverendissimo sig. cardinale Pietro Paolo Conti con alcune annotazioni di A.T. geometra idrostatico, In Roma, nella stamperia di Marco Pagliarini, 1766.
- Pio Fantoni, Relazione della visita fatta per ordine di sua maesta imperiale Leopoldo II. dal matematico canonico Pio Fantoni nel mese di giugno 1790 al canal maestro di Valdichiana e considerazioni sopra il nuovo progetto di abbassare il regolatore di Valiano, Firenze, per Gaetano Cambiagi stampatore granducale, 1791.
- Pio Fantoni, Risposta all'esame o sia scrittura de' signori dottori Eustacchio Zanotti, e Mariscotti contro la linea della Longara, In Bologna, nella Stamperia del Longhi, 1761.